# Цеховиці
Цеховиці (пол. Ciechowice, нім. Schichowitz) — село в Польщі, у гміні Нендза Рациборського повіту Сілезького воєводства.
Населення — 472 особи (2011).
У 1975-1998 роках село належало до Катовицького воєводства.

## Демографія
Демографічна структура станом на 31 березня 2011 року:
|          | Загалом | Допрацездатний вік | Працездатний вік | Постпрацездатний вік |
| -------- | ------- | ------------------ | ---------------- | -------------------- |
| Чоловіки | 234     | 43                 | 163              | 28                   |
| Жінки    | 238     | 35                 | 149              | 54                   |
| Разом    | 472     | 78                 | 312              | 82                   |